# Internazionali Femminili di Palermo 2008
Internazionali Femminili di Palermo 2008 — жіночий тенісний турнір, що проходив на відкритих кортах з ґрунтовим покриттям. Це був 21-й за ліком Internazionali Femminili di Tennis di Palermo. Належав до турнірів 4-ї категорії в рамках Туру WTA 2008. Відбувся в Палермо (Італія) й тривав з 7 до 13 липня 2008 року.

## Переможниці та фіналістки

### Одиночний розряд
Сара Еррані —  Марія Коритцева, 6–2, 6–3
- Для Еррані це був перший титул за кар'єру.

### Парний розряд
Сара Еррані /  Нурія Льягостера Вівес —  Алла Кудрявцева /  Анастасія Павлюченкова, 2–6, 7–6(7–1), 10–4